# René Butaye
Pour les articles homonymes, voir Butaye.
René Butaye (familièrement appelé Tata Butaye), né le 7 juillet 1858 à Stavele en Flandre-Occidentale (Belgique) et mort le 27 janvier 1929 à Lemfu (R.D. du Congo) est  un prêtre jésuite belge qui fut missionnaire au Congo belge, et fondateur de la mission de Lemfu.  

## Biographie

### Premières années et formation
Né à Stavele de Benoît et Amélie Butaye (née Godderis) dans une grande famille de fermiers (douze enfants) de Flandre, René gardera toute sa vie un grand intérêt pour les choses de la terre. Entouré de sept sœurs et quatre frères, il apprend également le partage et la « vie avec les autres ».  Il fait de bonnes études au collège de Poperinge avant d’entrer au noviciat de la Compagnie de Jésus, à Tronchiennes, le 23 septembre 1879. 
À la fin du noviciat, le parcours traditionnel de la formation jésuite le conduit à faire sa philosophie à Oudenbosch (Pays-Bas) de 1883 à 1886, suivie de quatre années d’enseignement au collège d’Anvers. En 1890, il commence ses études de théologie, et est ordonné prêtre le 11 septembre 1892. 
Le Troisième An terminé, il s’embarque pour le Congo où il arrive le 14 août 1895.  Après avoir passé une année à Kisantu pour y remplacer le père Van Hencxthoven qui fait un voyage en Europe, il est envoyé fonder un nouveau poste à Ndembo. 

### Fondation de postes
À Ndembo sa créativité missionnaire peut donner toute sa mesure, avec une attention toute particulière au développement agraire de la région. Il ouvre à Ndembo une école primaire, mais surtout développe six hectares de plantations et crée des fermes-chapelles pour le petit bétail à Ngombo, Kibwama et Kintunga.  
Évangélisation et développement vont de pair et le conduisent à ouvrir de nouveaux postes le long de la voie de Chemin de fer Matadi-Léopoldville, à Boko, un poste de mission à Madimba et un autre à Kimpundi.  
Mais  entretemps, il fonde des fermes-chapelles, à Yanga, Kititi, Nziolo et Madiata, dans le sud et agrandit celles du nord, dont Kinzambi. Il installe et dirige pour un temps l’imprimerie de Kisantu. Souvent en voyage pour visiter des postes missionnaires, même les plus éloignés. ainsi, en 1904, il se rend à  pied à Kasongo-Lunda, une distance de 500 km.  

### Fondateur de Lemfu
À Lemfu (Niemfu) même, il construit le couvent des sœurs de Notre-Dame et met en chantier l’église (1908). De ce poste central fondé en 1898, il fait sa résidence habituelle. Il l’organise et y travaillera jusqu’à sa fin de sa vie, y étant supérieur durant vingt-cinq ans et professeur au petit séminaire qu’il fonde en 1922. Du groupe des onze premiers séminaristes, trois deviendront prêtres en 1937.  
Prédicateur, inspecteur d’école, il n’en est pas moins fermier, maçon, charpentier, photographe, etc. Botaniste amateur, il envoie des échantillons de la flore du Bas-Congo au jardin botanique de Bruxelles.  Ainsi une espèce nouvelle porte son nom : la ‘Pandanus butayei’. Missionnaire remarquablement complet, il est à ses heures également écrivain : il est le rédacteur principal de la revue en langue kikongo  ‘Ntetembo eto (« Notre étoile »)  et publie des manuels scolaires autant que des livres de prières ou de proverbes et chants locaux, des catéchismes, et surtout une Bible, une grammaire et un dictionnaire kikongo-français. De 1895 à 1928, il envoie un nombre considérable d’articles aux revues missionnaires publiées en Belgique. 
À Lemfu et dans toute la région, il est pour tous le « Tata », c’est-à-dire le « Père de famille ». Lorsque René Butaye s’éteint inopinément le 27 janvier 1929, à Lemfu, la vénération que la population porte à Tata Butaye est exceptionnelle.

## Écrits
- Dictionnaire kikongo-français, français-kikongo, Roulers, Jules De Meester, 1909, 636pp.
- Grammaire congolaise, Roulers, Jules De Meester, 1910, 90pp.

## Sources
- Missions belges, mars 1929, pp. 114sv.